# انریکو شیاوتی
انریکو شیاوتی (انگلیسی: Enrico Schiavetti; ۹ فوریهٔ ۱۹۲۰ – ۱۶ فوریهٔ ۱۹۹۳) بازیکن فوتبال اهل ایتالیا بود.
از باشگاه‌هایی که در آن بازی کرده‌است می‌توان به باشگاه فوتبال آ.اس. رم و باشگاه فوتبال پالرمو اشاره کرد.